# Újság

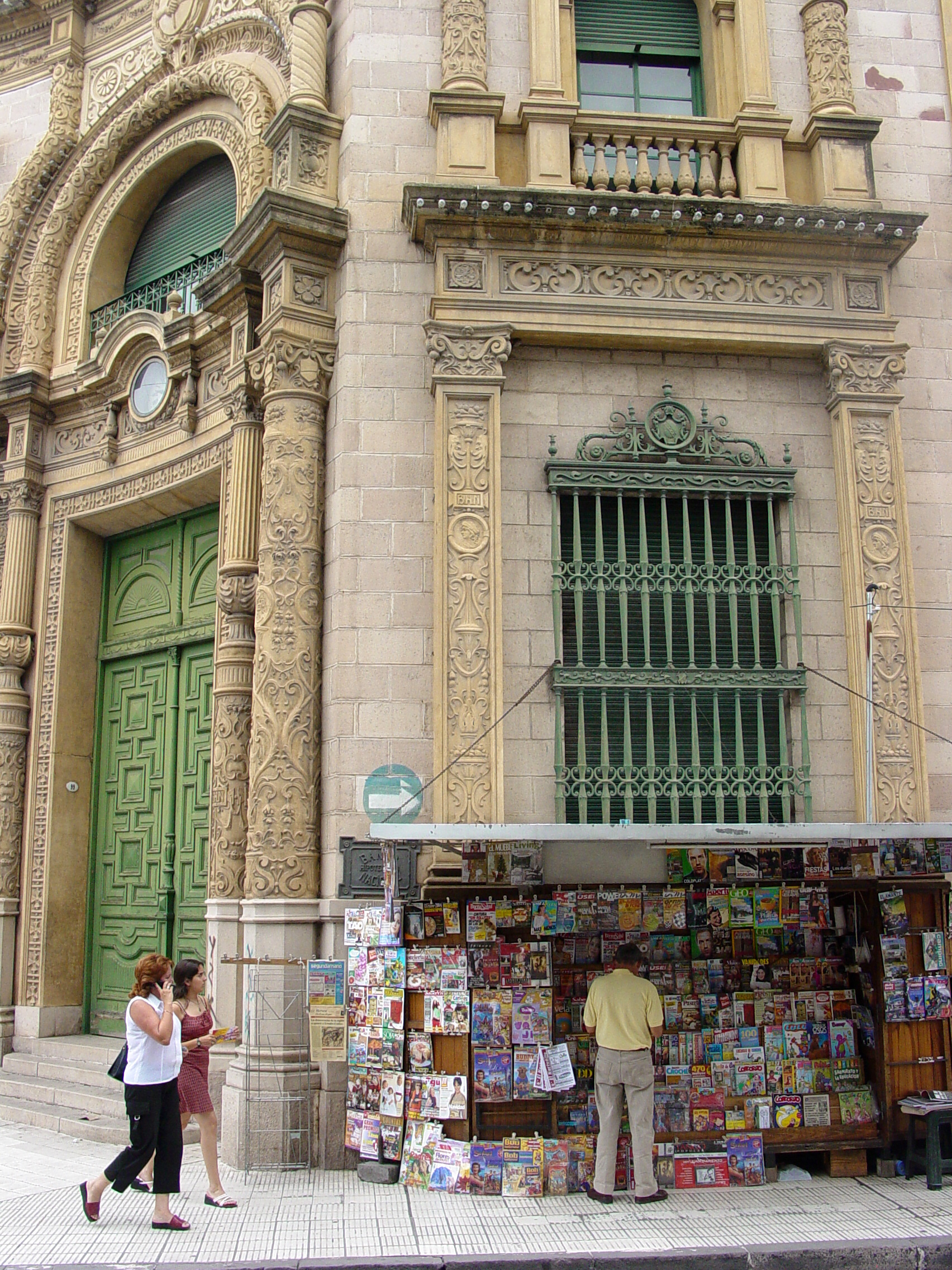

Az újság időszakonként megjelenő nyomtatvány (időszaki lap), illetve újabban akár percenként megújuló hírekkel megjelenő, elektronikus formában terjedő kiadvány, internetes újság. Állandó neve és megszabott ára van (de lehet ingyenes is). Az újság mellett használatos még a hírlap, a periodika és a folyóirat megnevezés is. Folyóirat alatt elsősorban a nagyobb terjedelmű írásokat közlő lapokat értjük. Tartalmuk általában vegyes, de vannak szakosodott kiadványok is: szaklapok, különféle érdeklődési körű olvasóknak szóló újságok.

## Az újságok típusai

### Megjelenésük szerint sorrendben
Újságok megjelenési gyakoriságuk alapján több csoportba oszthatók:
- napilap
- hetilap
- kéthetes lap
- havilap
- negyedévente
- félévente
- évente
- alkalmilag megjelenő lap

### Tematikájuk szerint
A tematika szerinti felosztásnak nincs definitív meghatározása, az összeállításnál a hazai sajtópiac legjellegzetesebb típusait és a MÚOSZ szakosztályait vettük figyelembe.
- mezőgazdasági (agrár) lapok
- egészségügyi, szociális lapok
- életmód (divat, hobbi, ifjúsági) lapok
- építészeti lapok
- médialapok,műsorújságok
- gazdasági lapok
- helyi (települési) lapok
- közlekedési (jármű) lapok
- politikai lapok
- turisztikai, utazási, gasztronómiai lapok
- zenei lapok

### Adathordozó fajtája szerint
- papíralapú újságok
- elektronikus úton terjesztett lapok

## Története

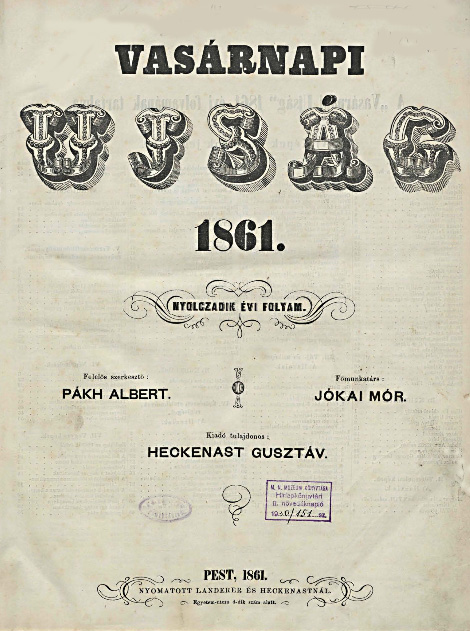
A Vasárnapi Ujság egy 1861-es száma

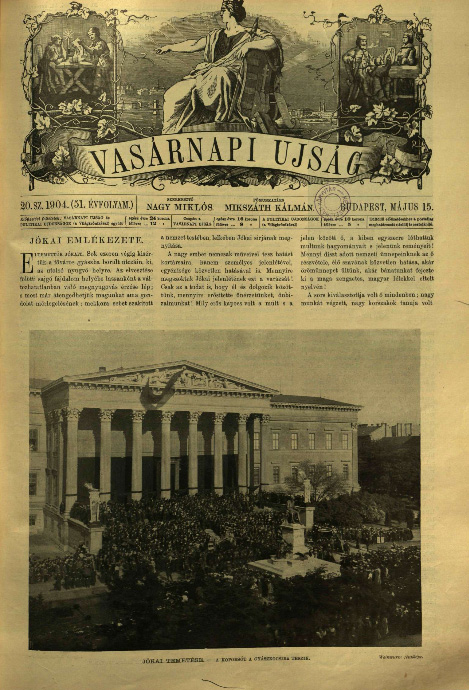
A Vasárnapi Ujság beszámolója a Jókai Mór temetéséről

A hírlapok őse az ókori Rómában kiadott Acta diurna Urbis (A város napi közleményei) című, kéziratos formában terjesztett lap. Ezt követte, Julius Caesar által elrendelt megjelenéssel, az Acta senatus, a Római Birodalom hivatalos közlönye, amit a provinciákba is szétküldettek, és ami nevezetes eseményekről, emellett új rendeletekről, törvényekről szólt.
Az első nyomtatásos formában sokszorosított lap Kínában jelent meg i. sz. 732-ben, King Pao címmel, 1351-től rendszeresen. Európában az első újság Velencében látott napvilágot 1566-ban: ez volt a Notizie scritte (Írott jegyzetek). A lap ára 1 gazetta (firenzei pénz) volt, ezért gazettának nevezték el, és ez a név Olaszországban idővel a hírlap elnevezése lett. Más európai országokban röplapokon tudósítottak egyes nagy eseményekról, például a mohácsi vészről vagy Kolumbusz felfedezéséről. Kölnben ilyen, rendszeresen megjelenő tudósító volt 1588-tól a Relationes Semestrales.
A mai értelemben hírlapnak vehető Relation 1609-től jelent meg Strassburgban, hetilapként. Mintájára előbb Majna-Frankfurtban kezdtek újságot nyomtatni 1615-től, majd 1618-tól Lipcsében is, Oberpostamtzeitung címmel. Ezt 248 éven keresztül, 1866-ig adták ki.
Az újságok rohamos fejlődése és szaporodása 1830 után indult meg; ekkoriban indult a máig megjelenő Kölnische Zeitung és Vossische Zeitung. 1848 újabb nagy lendületet adott, a távíró és a vasutak által gyorsított postaforgalom pedig megkönnyítette a hírek, azaz hírlapok közönséghez jutását. A hírlapok szaporodása jó hatással volt a folyóiratok terjedésére is. Egymás után jelentek meg a tudományos, szépirodalmi és ismeretterjesztő lapok, például a Magyarországon is népszerű Illustrierte Zeitung, Gartenlaube és Über Land und Meer, melyek mintául szolgáltak az első magyar nyelvű képeslapoknak.
Franciaországban 1631-ben indult az első hírlap. A francia újságírás a vezércikk és a szépirodalmi tárca megteremtője. Angliában 1689-ben alkották meg a sajtószabadságot biztosító törvényt, eleinte mégis csak hetilapok jelentek meg, az első napilap 1702-ben indult. Az angol sajtó a komoly, megbízható híreket közlő újságok szülőföldje. Az amerikai újságírás 1704-ben indult, és gyökeresen eltér az angoltól: a szenzációhajhász, reklámízű cikkekkel teszik eladhatóbbá a lapokat. Nagy múltú, meghatározó napilap és médiahatalom a The New York Times.

## Magyar hírlapok

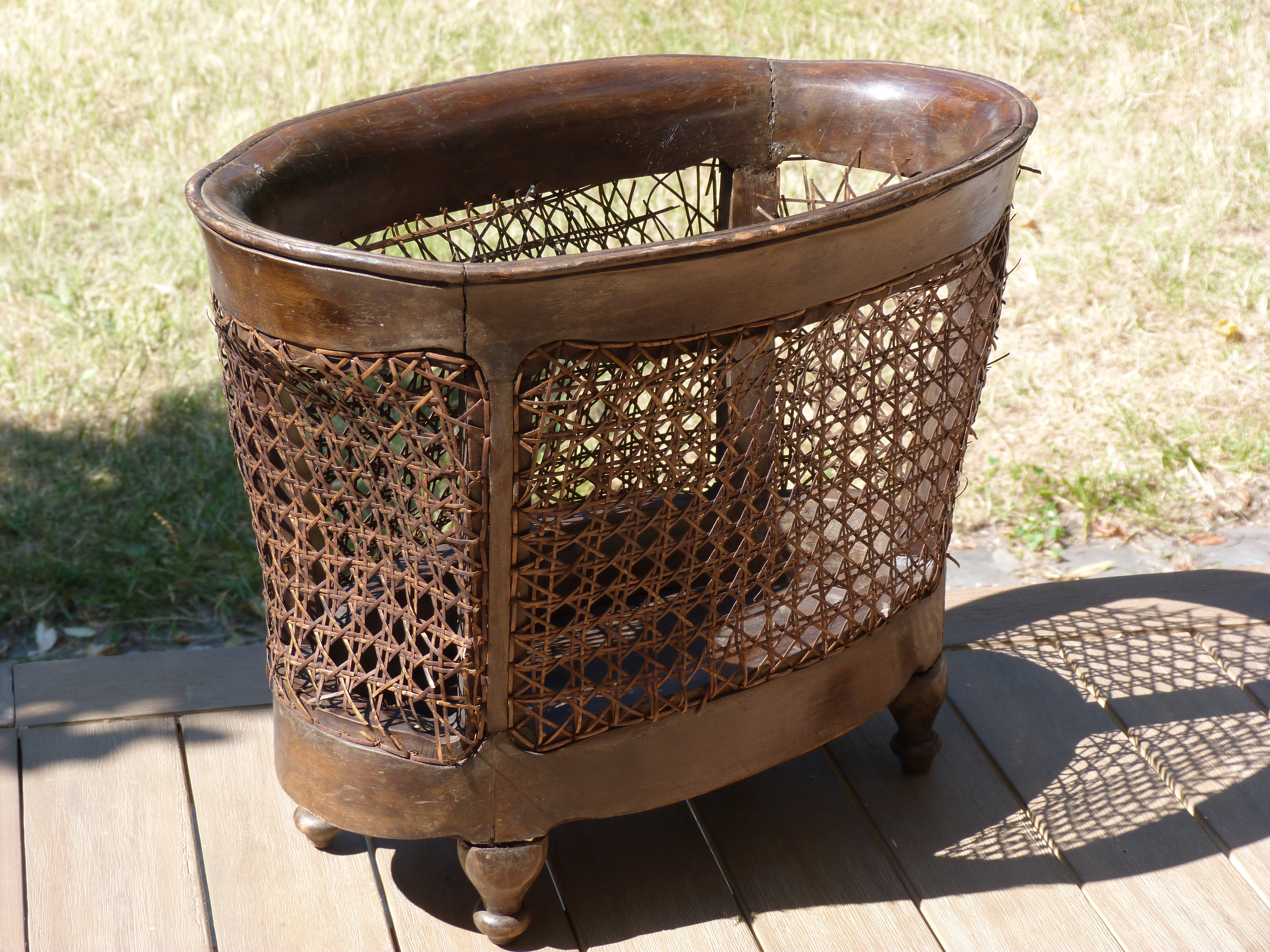
Újságtartó

## Külső hivatkozások
- Újságok minden országban a világon
- Onlineújság.tlap.hu
- Régió újság.lap.hu – linkgyűjtemény
- Lipták Dorottya: Újságok és újságolvasók Ferenc József korában. Bécs – Budapest – Prága; L'Harmattan, Bp., 2002 (A múlt ösvényén)